# 浦田駅 (福岡県)
浦田駅（うらたえき）は、福岡県飯塚市鯰田にある、九州旅客鉄道（JR九州）筑豊本線（福北ゆたか線）の駅である。駅番号はJC15。

## 歴史
- 1989年（平成元年）3月11日：開業[1][4]。総工費は5100万円で、全額をJR九州が負担して建設された[3]。
- 2009年（平成21年）3月1日：ICカードSUGOCAの利用を開始[5]。
- 2015年（平成27年）3月14日：無人化[2]。

## 駅構造
相対式ホーム2面2線を有する地上駅。駅舎側が飯塚、博多駅方面の下りホーム、反対側が直方、折尾方面の上りホーム。ホーム間の移動には直方側端の構内踏切を利用する。ログハウス風の駅本屋が駅東側に置かれる。駅西側からの出入りも可能であるが西側に駅舎はない。簡易型の自動券売機が設置されている。
SUGOCAの利用が可能であるが、カード販売は行わずチャージのみ取り扱いを行う。

### のりば
| のりば | 路線         | 方向 | 行先             |
| ------ | ------------ | ---- | ---------------- |
| 1      | 福北ゆたか線 | 下り | 新飯塚・博多方面 |
| 2      | 福北ゆたか線 | 上り | 直方・折尾方面   |

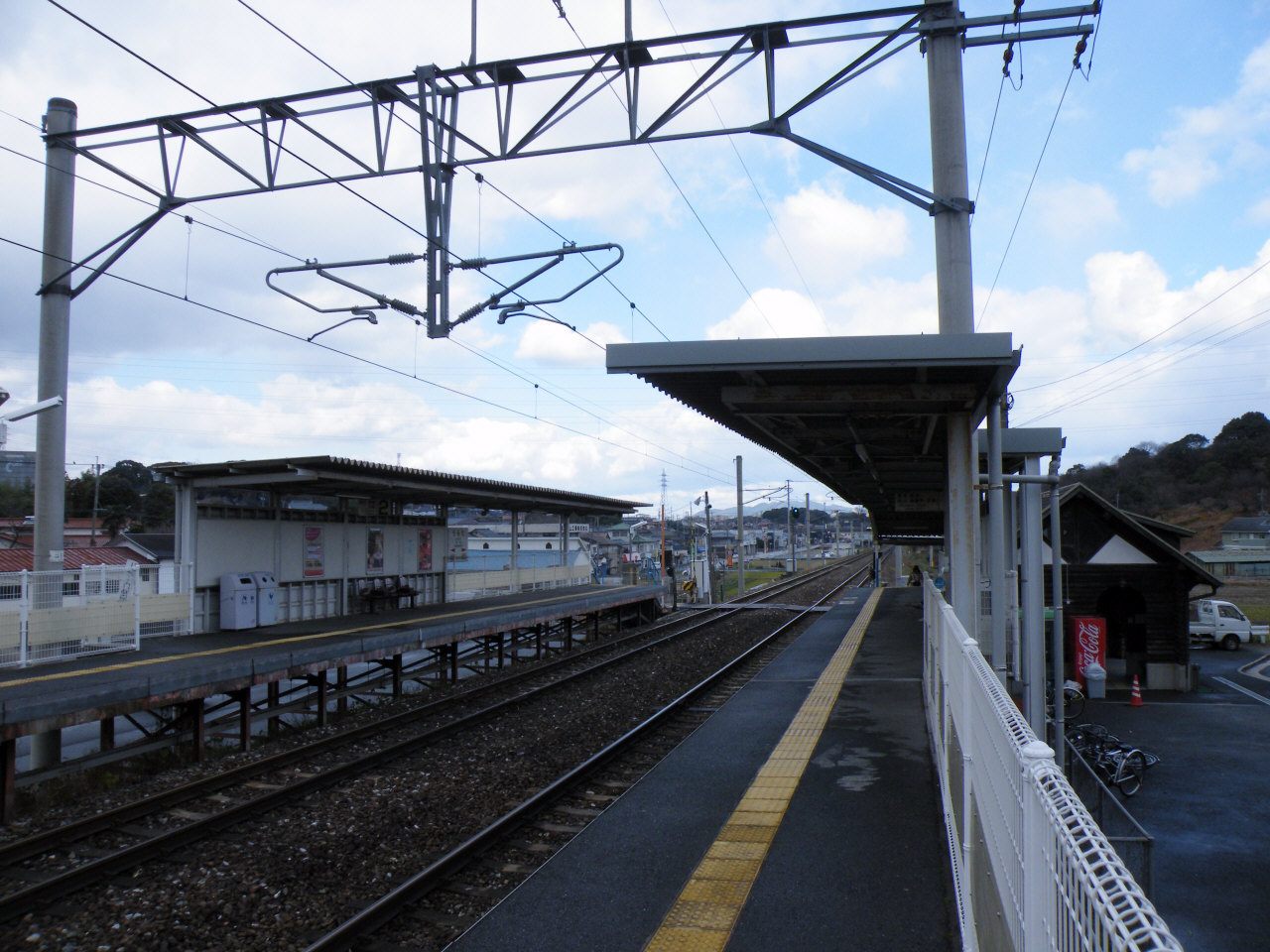
ホーム（2009年1月）

## 利用状況
2016年度の1日平均乗車人員は288人である。
| 乗車人員推移 | 乗車人員推移 |
| 年度         | 1日平均人数  |
| ------------ | ------------ |
| 2007年       | 258          |
| 2008年       | 258          |
| 2009年       | 260          |
| 2010年       | 254          |
| 2011年       | 273          |
| 2012年       | 268          |
| 2013年       | 277          |
| 2014年       | 288          |
| 2015年       | 287          |
| 2016年       | 288          |

## 駅周辺
駅から徒歩約15分で飯塚オートレース場があり、レース開催日には定期券利用以外の乗客の姿が見られる。駅西側には民間経営によるパークアンドライド向け月極駐車場がある。
- 飯塚市民運動公園
- 浦田公民館
- 松本団地
- 篠田団地
- 長寿の森
- 麻生愛宕団地
- 旌忠公園
- 国道200号

## 隣の駅
九州旅客鉄道（JR九州）
 福北ゆたか線（筑豊本線）
■快速・■普通
鯰田駅（JC16） - 浦田駅（JC15） - 新飯塚駅（JC14）